# Српски политички листови у Будимпешти (1866-1914)
У главном граду Угарске као у једном од важнијих центара српског грађанског живота објављивани су, између осталог, и политички листови на српском језику. Издавање ових новина одражавало је спремност издавача и уредника да се Србима у Угарској понуди квалитетан новинарски чланак, да се позабави са свим текућим проблемима српске заједнице у Аутроугарској монархији. Били су то често почетнички, али упорни покушаји новинара ентузијаста да се журналистика и навика праћења српске штампе укорени у српском народу. Данас су то махом заборављени листови чији се примерци чувају у разним библиотекама у Мађарској и Србији.
Српски политички листови су у Будимпешти излазили у периоду између 1866-1914.

## Наслови листова
- Застава (1866 - 1867)
- Српски дневник (1888 - 1889)
- Нови век (1900)
- Мале новине (1900 - 190?) Виктора Секеља
- Мале новине (190? - 1905) Николе Марковића
- Српске новости (1902 - 1904)
- Топола (1902)
- Гласник (1904)
- Слобода (1910 - 1914)